# Slien
Slien (delvis også Slesvig Fjord)  er en indfjord i Sydslesvig i den nordtyske delstat Slesvig-Holsten ved Østersøens vestlige ende mellem landskaberne Angel (tysk Angeln) og Svans (tysk Schwansen). I lighed med de østjyske fjorde er Slien en oversvømmet tunneldal dannet i seneste istid. Ved udmundingen ligger byen Kappel og i bunden købstaden Slesvig by. Den danske konge Erik Plovpenning døde på Slien.
Slien er i dag et kendt sejlsportsområde. Populære feriesteder er Masholm, Kappel, Olpenæs, Arnæs, Mysunde og Slesvig. To broer ved Kappel (Slibroen) og Lindånæs (Lindånæsbroen) og to færger ved Brodersby/Mysunde og Arnæs/Sundsager fører over fjorden. Sli-regionen er siden oktober 2008 anerkendt som naturpark (Naturpark Slien).

## Geografi
Slien har med en længde på cirka 42 km delvis flodagtig karakter og udmærker sig blandt andet ved et usædvanligt varieret forløb med mange bugtninger og nore (f.eks. Haddeby Nor eller Ornum Nor). Fjorden har en gennemsnitlige bredde på 1,3 km og en gennemsnitlige dybde på 3 m, hvilket giver en samlet vandoverflade på 54,6 km² og et volumen på cirka 163,8 mio m³. Sliens smalleste sted er med 120 meter ved Mysunde og Brodersby. Ved den Store Bredning når Slien en bredde på 4,2 kilometer. Bredden ved den Lille Bredning måler 2,1 kilometer. Store og Lille Bredning er adskilt af den 280 meter brede Stegsvig Snævring ved Stegsvig. Andre bredninger er Bystrup Bredning (ty. Büstorfer Breite) ved Risby og Masholm Bredning (ty. Maasholmer Breite) tæt ved fjordens udløb i Østersøen. Sliens dybeste punkt måler ikke mere end 15 meter. 
Fjorden indeholder brakvand. Saltindholdet varierer lidt fra Sliens munding til Slesvig by, hvor det er lavest. Mundingen mod Østersøen ved Sliminde spærres af sandbanker og holdes kunstigt åben.
Området omkring fjorden præges af et varieret bakkelandskab med mange mindre byer. Centrale landsbyer er Risby, Sørup, Satrup og Sønder Brarup samt søhandelspladserne Kappel og Arnæs. I modsætning til Angel er halvøen Svans syd for Slien stærkt præget af godsdrift. Karakteristisk for hele området er de mange levende hegn (på tysk Knick) mellem markerne og udstrakte sandstrande og kystklinter ud til Østersøen.
Slien danner grænsen mellem de slesvigske landskaber Angel og Svansø. I den danske tid før krigen i 1864 dannede Slien på en strækning grænsen mellem Slis Herred i det sydlige Angel og Risby Herred (senere Svans godsdistrikt, Egernførde Herred) i Svansø. 

## Historie
Fjorden er primært formet af ismasser og smeltevand i løbet af den sidste istid (Weichsel-istiden) for cirka 120.000 til 10.000 år siden. Formodentlig var det en gletsjertungers erosion (subglaciale erosion), som formede tunneldalen. Bakkerne omkring fjorden består for en stor del af moræneler fra tilbagetrækkende gletsjer.
I vikingetiden var Slien sammen med Ejderen og Trenen en international handelsrute over Jyllands smalleste sted. I bunden af fjorden ved Haddeby Nor lå dengang vikingebyen Hedeby, som senere blev forladt til fordel for byen Slesvig. Hedeby Museum fortæller nu historien om den forladte by. Andre vikingetidige bebyggelser ved Slien var blandt andre Kosel og Fysing. Vest for halvøen Rejsholm fandt arkæologerne i 1992 planker fra en stor søspærring, som blev dateret til 736. 

### Karskov-skibet
I 2001 bjærgede arkæologer resterne af et nordisk fragtskib cirka 80 meter ud for landsbyen Karskov. Karskov-skibet (tysk: Wrack von Karschau) har været 25 meter lang og mindst 6,60 meter bred. Skibsvraget kunne dendrokronologisk dateres til omkring 1138. Senere mistede Slien sin betydning som international handelsvej, da skibene blev større og ikke længere kunne besejle den flade fjord.

### Kasteller
Ifølge Knytlingesagaen byggede Knud Lavard to kasteller ved et af Sliens smalleste steder. Kastellet Kil (afledt af oldnordisk kīll≈kile) lå på en odde ud i Slien, hvor Mysund begyndte. Stednavnet Kilfod på Svansøsiden synes at minde om det. På sundets modsatte bred på Angelsiden lod han bygge et andet kastel Desuden spærrede han indløbet til den indre Sli og Hedeby med træbomme og jernlænker, for at hæve told af fremmede skibe. På højderne ved fjordens bredder ligger endnu rester af andre volde som f.eks. Margretevolden. Senere oprettede Erik af Pommern med Svaneborgen ved Sundsager over for Arnæs og med Kongsborgen i Bonert/Bonum mindst to middelalderlige borge. Slien indgik i Danmarks sydlige grænseværn sammen med Dannevirke og Egernførde Fjord. På det smalleste sted ved Mysunde hindrede danske stillinger både i 1850 og 1864 tyskerne i at sætte over til Angel og dermed omgå Dannevirkes hovedvold. 

### Sildefiskeri
Slien var også hjemsted for stort sildefiskeri. Sliens mange sildegærde nævnes allerede i et dokument fra 1431, hvori blandt andet omtales et sildegærde foran Ellebjerg. På Holmen i Slesvig er der endnu aktive slifiskere. I Kappel findes nu det sidste sildegærde (sildehegne) i Europa. Det består af flere pæle, som er banket ned i fjorden, og som er forbundet med hinanden med et fletværk af træ. Især sild, ål, pigfinnefisk, brasen og andre hvidfisk bliver fisket.

### Godser
På den syd for fjorden liggende halvø Svans og i det østlige Angel blev omkring 1500-tallet etableret en række godser, som præger landskabet op til i dag. Mange bønder blev dermed livegne, i den største del af Angel derimod forblev bønderne i overvejende grad frie. Blandt de største godser er Sakstrup, Gereby, Damp, Louisenlund og Røst.

## Forurening
I marts 2018 kom det frem, at Slesvig bys forsyningsselskab (Stadtwerke Schleswig) i flere år har udledt plastikrester i Slien via sit renseanlæg. Plastikken stammede fra industrielle fødevare-rester, som firmaet ReFood solgte til Slesvigs forsyningsselskabets biogasanlæg. Forureningen  har imidlertid spredt sig til hele fjorden hen imod Sliminde ved Sliens udmunding til Østersøen. Særligt påvirket er den naturfredede halvø Rejsholm. På grund af forureningens enorme omfang blev der oprettet en task-force-gruppe, der skal stå for styringen af det påbegyndte rensningsarbejde. Oprydningen kan tage flere år og ville koste et syvcifret beløb.

## Navnet
Sliens oprindelige navn var formodentlig Angel . Angel var altså før ikke knyttet til landskabet Angel. Navnet er afledt af det norrøne ord angr, som betyder snæver. Angel betyder altså trang fjord, som passer godt på den lange og smalle Sli. 
Det nuværende navn Slien menes at have været benyttet kun om den indre Sli (den Store og Lille Bredning ved Slesvig by). Ordet menes at hænge sammen med Slæ. Slæ betyder siv og vandplanter, som findes her.

## Øer, nore og sunde
I Slien findes flere øer og holme. Øerne i fjorden er små og lavt beliggende og i dag ubeboede. Direkte foran Slesvig by ligger Mågeøen. På denne lille ø byggede midt i 1100-årene Knud Lavard borgen Sankt Jørgensborg. Øen er i dag et naturområde. 
Tæt ved Mysunde (ud for Kongeborgen) ligger den idylliske holm Kidholm (på tysk Kieholm), hvor der før holdtes gedekid. I dag kendes holmen under navnet Kærlighedsø (eller Liebesinsel). 
Andre øer er Gottorp Slots ø, Flintholm eller Hestholm. Den lille ø Lindholm foran Lindå er i dag oversvømmet.
Slien har et meget bugtet forløb, og der findes mange bugter, nor og sunde. Der kan nævnes Selk Nor, Haddeby Nor, Holm Nor, Lille og Store Bredning, Stegsvig Snævring,  Mysunde, Ornum Nor, Brodersby Nor, Bystrup Nor, Gundeby Nor, Lindå Nor, Buknor ved Siseby, Arnæs Nor, Rabølsund, Vormshoved Nor og Olpenæs Nor.

## Kongedrabet
På vandet ved Mysunde blev kong Erik Plovpenning halshugget den 9. august 1250 (Sankt Laurentius nat) efter hans sammenkomst med hertug Abel på Mågeøen. Liget blev derefter sænket ned i Slien. Siden har man sagt, at mågerne over Slien skriger Erik, Erik. De kaldes for Abels ravne eller for Eriks duer. Liget blev senere fundet ved fjordens sydbred. På stedet i nærheden af Buborghøj ved Bonert blev oprettet kapellet til den mørke stjerne (også kaldet Finis terrae≈verdens ende).  

## Billeder
- Slien ved Kongeengen i Slesvig by
- Den Store Bredning ved Vesby
- Slien ved Mysunde
- Jansholt ved Risby
- Slien ved Arnæs
- Ved Sliens bred mellem Arnæs og Grødersby ligger Uffe-kilden (Offa-Quelle), hvor ifølge legenden Uffe den Spage skal have badet før sin kamp på Ejderholmen.
- Rabølsund ved Rabøl
- Sildehegn ved Kappel